# Campeonato Europeu de Voleibol Feminino de 1955
O Campeonato Europeu de Voleibol Feminino de 1955 foi a 4ª edição deste torneio bianual que reúne as principais seleções europeias de voleibol feminino. A Confederação Europeia de Voleibol (CEV) organizou do campeonato. O torneio foi disputado na Romênia. 

## Classificação Final
| Place | Team            |
| ----- | --------------- |
| 1     | Checoslováquia  |
| 2     | União Soviética |
| 3     | Polônia         |
| 4.    | Romênia         |
| 5.    | Bulgária        |
| 6.    | Hungria         |

## Ligações Externas
- CEV Resultados